# Fuglekongesanger
Fuglekongesanger (latin: Phylloscopus proregulus) er en lille sanger i løvsanger-familien. Den kan kendes på hvide vingebånd, gul øjenbrynstribe, gul issestribe og gul overgump.
Fuglekongesanger er sjælden i Danmark. Der registreres 10-50 årligt.
| Fugl | Spire Denne artikel om fugle er en spire som bør udbygges. Du er velkommen til at hjælpe Wikipedia ved at udvide den. |